# Tyler Posey
Tyler Garcia Posey född 18 oktober 1991 i Santa Monica i Kalifornien, är en amerikansk skådespelare och sångare. Han spelar bland annat rollen som Scott McCall i TV-serien Teen Wolf. Han har även medverkat i bandet Best Coasts musikvideo "Our Deal" & State Champs musikvideo "Everybody But You".

## Bakgrund
Posey föddes som son till Cyndi Garcia och skådespelaren John Posey. Han bodde i Valencia i Kalifornien och har två bröder, Jesse och Derek. Hans härstamning är mexikansk på sin mors sida, och irländsk, engelsk och native american på hans fars sida. Han studerade vid Hart High School i Santa Clarita.

## Filmografi

### Film
| År   | Titel                    | Roll           | Noteringar |
| ---- | ------------------------ | -------------- | ---------- |
| 2002 | Collateral Damage        | Mauro          |            |
| 2002 | Kärleken checkar in      | Ty Ventura     |            |
| 2002 | Inside Out               | Obert          |            |
| 2007 | Veritas, Prince of Truth | Mouse Gonzalez |            |
| 2010 | Legendary                | Bill Barrow    |            |
| 2012 | White Frog               | Doug           |            |
| 2013 | Scary Movie 5            | Peter          |            |
| 2013 | Taco Shop                | Smokey         |            |
| 2018 | Truth or Dare            | Lucas          |            |

### TV
| År        | Titel              | Roll           | Noteringar                                                   |
| --------- | ------------------ | -------------- | ------------------------------------------------------------ |
| 2002      | Without a Trace    | Robert         | Avsnitt 1.06 "Silent Partner"                                |
| 2001–2004 | Doc                | Raul Garcia    | 86 avsnitt                                                   |
| 2005      | Sue Thomas F.B.Eye | Danny Abbas    | Avsnitt 3.12 "Boy Meets World"                               |
| 2005      | Into the West      | Abe Wheeler    | Avsnitt 1.03 "Dreams and Schemes"                            |
| 2006      | Smallville         | Javier Ramirez | Avsnitt 6.09 "Subterranean"                                  |
| 2006–2007 | Brothers & Sisters | Gabriel Whedon | 4 avsnitt                                                    |
| 2009      | Lincoln Heights    | Andrew Ortega  | 7 avsnitt                                                    |
| 2011–2017 | Teen Wolf          | Scott McCall   | Ledande roll                                                 |
| 2012      | Punk'd             | Sig själv      | Avsnitt 9.02 "Bam Margera"                                   |
| 2013      | Workaholics        | Billy Belk     | Avsnitt 3.14 "Fourth and Inches"                             |
| 2013      | The Exes           | Eric           | Avsnitt 3.09 "The Hand That Rocks the Cradle"                |
| 2017      | Jane The Virgin    | Adam           | Avsnitt 3.20 "Chapter sixty-four" "Jane The Virgin" Säsong 4 |